# Газ Метан (футбольный клуб)
«Газ Мета́н» (рум. CS Gaz Metan Mediaş) — бывший румынский футбольный клуб из города Медиаш, выступавший в Лиге I. Основан в 1945 году. Домашние матчи проводил на стадионе «Газ Метан», вмещающем 7 814 зрителей.

## История

### Основание и первые годы (1945–1950)
Клуб был основан в 1945 году под названием «Каррес Медиаш» и участвовал во второй лиге Румынии (Лига II). В 1947 году команда вышла в Дивизию А, в том же году название клуба было изменено на «КСМ Медиаш». По итогам сезона команде удалось занять комфортное 11-е место из 16 в своём первом сезоне в Дивизии А. Финансовые проблемы и неудовлетворительные условия для тренировок преследовали клуб во втором сезоне в Лиге I (1948/49). После второго круга недовольные игроки жаловались прессе и Румынской федерации футбола (FRF) на плохие условия тренировок в клубе. FRF решила разрешить фабрике «Зориле Роши» (Красный Рассвет) стать владельцем клуба. Название клуба было изменено на «Зориле Роши Медиаш». Позже в том же сезоне команда объединилась с «Витрометан Медиаш». Вторая половина сезона принесла ещё одну смену владельца, клуб перешёл в собственность компании «Газ Метан», а название было изменено на «Газ Метан Медиаш». В том же сезоне команда вылетела в Дивизию B.

### Газ Метан, уважаемая команда второй лиги (1950–1999)
Этот период характеризуется частой сменой названий, а также самым важным достижением, достигнутым клубом: финалом кубка Румынии. Клуб носил следующие названия: «Партизанул» (1950–1951), «Флакэра» (1951–1956), «Энергия» (1956–1958), «Газ Метан» (1958–1960) и «КСМ Медиаш» (1960–1963). Окончательная смена названия произошла в 1963 году, когда клуб вернулся к своему прежнему названию «Газ Метан Медиаш». В 1951 году клуб добился самых значимых результатов, выйдя в финал кубка Румынии в качестве команды Дивизии B. Возглавляемый знаменитым Штефаном Добаи, «Флакэра» проиграла в финале «Стяуа Бухарест» 1:3 после дополнительного времени. В последующий период «Газ Метан» играл в основном в Дивизии B, став регулярным и уважаемым участником второй лиги, и занимал там средние места до 1972 года, когда он впервые вылетел в Дивизию C. После этого последовало немедленное повышение обратно в Дивизию B, где команда играла до 1976 года, когда во второй раз вылетела в третий дивизион в системе футбольных лиг Румынии. В следующем году клуб снова вышел в Дивизию B, где оставался до 1992 года со следующими результатами: 1977/78 – 8-е место, 1978/79 – 9-е, 1979/80 – 11-е, 1980/81 – 7-е, 1981/82 – 6-е, 1982/83 – 8-е, 1983/84 – 5-е, 1984/85 – 6-е, 1985/86 – 5-е, 1986/87 – 7-е, 1987/88 – 10-е, 1988/89 – 11-е, 1989/90 – 10-е, 1990/91 – 11-е и 1991/92 – 14-е. В результате в конце сезона 1991/92 Дивизии B, «Газ Метан» вылетел в Дивизию С в третий раз за своё долгое существование. С этим трудным моментом трансильванская команда справилась всего за год, выиграв серию III Дивизии С, и на 5 очков опередив занявший второе место «Петролул Стоина», команду из жудеца Горж.
Вернувшись в Дивизию B «Газ Метан» возобновил своё безопасное развитие, заняв достойное 7 место в первом сезоне, 11-е во втором и 4-е в конце сезона 1995/96, показав лучший результат за последние 20 лет. В следующем сезоне «Газ Метан» занял 3-е место и начал заявлять о своих серьёзных намерениях вернуться в высшую лигу румынского футбола. После последовали ещё два сезона напряжённой битвы со следующими результатами: 1997/98 – 5-е место и 1998/99 – 4-е.

### Возвращение в высшую лигу (2000–2014)

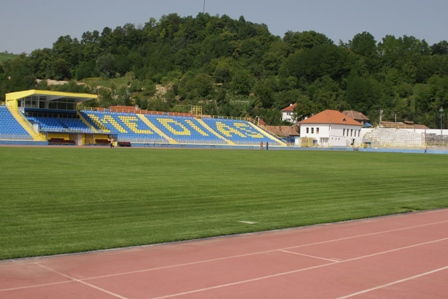
Стадион клуба до реконструкции

Первый год 21-го века принёс большой успех бело-чёрным, команда вернулась в высшую лигу Румынии спустя 51 год. Под руководством тренера Жана Гаврилы «Газ Метан» обеспечил выход в Дивизию А в сезоне 1999/00, выиграв серию II Дивизии B и опередив на 11 очков «АРО Кымпулунг», занявшего второе место. 51 год отсутствия – это слишком много, уровень высшей лиги сильно ударил по моральному духу команды, а радость от возвращения быстро улетучилась, и по итогам сезона «Газ Метан» финишировал на последнем 16-м месте, одержав 3 победы, 9 раз сыграв вничью и потерпев 18 поражений, 21 забитый мяч и 42 пропущенных, и набрав всего 18 очков, на 16 меньше, чем «Рокар Бухарест», занявший 15-е место.
Сезон 2001/02 вернул команду во вторую лигу, с упорным моральным духом и попытками восстановить конкурентоспособную команду, «Газ Метан» финишировал только на 12-м месте. С началом сезона 2002/03 клуб снова вёл борьбу за повышение в классе, но занял лишь третье место, а в высшую лигу поднялись «Апулум Алба-Юлия» и «Орадя». Для болельщиков всё казалось ясным, «Газ Метан» вернулся к своему статусу клуба второй лиги, только теперь являясь командой, которая больше борется за повышение, чем команда среднего уровня. В следующих сезонах результаты были такими: 2003/04 – 4-е место, 2004/05 – 2-е, 2005/06 – 4-е и 2006/07 – 6-е. В сезоне 2004/05 «Газ Метан» набрал одинаковое количество очков (65), как и «Жиул Петрошани», но не вышел в высшую лигу лишь по разнице забитых мячей.
В 2008 году под руководством тренера и бывшего игрока «Газ Метана» Кристиана Пустая, команда заняла второе место в Лиге II и вышла в Лигу I, спустя 7 лет отсутствия. Команда завершила сезон 2008/09 на 15-м месте из 18 команд, что привело бы к вылету. Однако после коррупционного скандала с участием «Арджеш Питешти» и последующего их исключения из Лиги I, «Газ Метан» остался в высшей лиге. Сезон 2009/10 команда завершила на 10-м месте вдали от зоны вылета, что стало новым рекордом для клуба – 3 сезона подряд в Лиге I.
В сезоне 2010/11 «Газ Метан» занял 7-е место, но когда из-за задолженностей «Политехника Тимишоара» была лишена места в Лиге I и еврокубках, «Газ Метан» заменил её в розыгрыше Лиги Европы УЕФА. Во втором отборочном раунде «Газ Метан» победил финский «КуПС» 2:1 по сумме двух матчей, а в третьем раунде выбил «Майнц», победив 4:3 в серии пенальти. В раунде плей-офф клуб по сумме двух матчей уступил венской «Аустрии» и выбыл из турнира. «Газ Метан» дошёл до полуфинала кубка Румынии в сезоне 2011/12, но был выбит будущим обладателем кубка «Динамо Бухарест» сыграв вничью 2:2, но вылетев за счёт гола забитого на выезде. Команда закрепилась в Лиге I за счёт следующих результатов: 2011/12 – 13-е место, 2012/13 – 10-е и 2013/14 – 13-е.

### Тяжёлые времена (2014–2016)
Сезон 2014/15 внёс серьёзные изменения в соревновательную систему Лиги I за счёт сокращения количества команд с 18 до 14, что привело к понижению 6 команд. «Газ Метан» финишировал на 13-м месте, первым в зоне вылета и вернулся в Лигу II спустя 7 лет, что является самым большим пребыванием клуба в высшей лиге. За это время «Газ Метан» показал лучший результат в истории клуба (7-е место) в Лиге I и впервые поиграл в европейских соревнованиях.

### Лучшее достижение в чемпионате и расформирование (2016–2022)
«Газ Метан» снова оказался амбициозной командой и вернулся в Лигу I, проведя всего сезон в Лиге II. В сезоне 2016/17 «Газ Метан» завершил регулярный чемпионат на 7-м месте, всего в 2-х очках от группы плей-офф и попал в группу вылета, где финишировал на 2-м месте (8 место в общей таблице). Клуб также столкнулся с серьёзными финансовыми проблемами, решив пойти на банкротство.
Летом 2017 года клуб подошёл к малобюджетной стратегии и после 26 туров, сыгранных в сезоне 2017/18 находился на 13-м месте в зоне вылета. Во второй части сезона «Газ Метану» удалось улучшить результаты, что позволило занять итоговое 10-е место. В сезоне 2018/19 «Газ Метан» занял 7-е место в Лиге I.
В сезоне 2019/20 под руководством Эдуарда Йордэнеску «Газ Метан» занял 6-е место в Лиге I, что стало наивысшим результатом в истории клуба.
На следующий сезон повлияла смена президента, многочисленные смены тренеров и игроков, команда завершила сезон 2020/21 в нижней половине таблицы на 9 месте.
Сезон 2021/22 оказался последним в истории клуба. Из-за огромных долгов перед бывшими сотрудниками и игроками, созданных в предыдущие годы плохим и подозрительным руководством, с команды несколько раз снимали очки, «Газ Метан» закончил сезон на 16-м месте с отрицательным результатом –38 очков.

## Достижения
Лига II
- Победитель (2): 1999/00, 2015/16
- Серебряный призёр (5): 1946/47, 1952, 1954, 2004/05, 2007/08

Кубок Румынии
- Финалист (1): 1951

## Статистика выступлений с сезона 1999/2000
| Сезон   | Ранг | Турнир              | Место | И  | В  | Н  | П  | ГЗ | ГП | Очки |
| ------- | ---- | ------------------- | ----- | -- | -- | -- | -- | -- | -- | ---- |
| 1999/00 | 2    | Лига II (Серия II)  | 1     | 34 | 21 | 6  | 7  | 53 | 22 | 69   |
| 2000/01 | 1    | Лига I              | 16    | 30 | 3  | 9  | 18 | 21 | 42 | 18   |
| 2001/02 | 2    | Лига II (Серия II)  | 12    | 30 | 13 | 7  | 10 | 45 | 30 | 39   |
| 2002/03 | 2    | Лига II (Серия II)  | 3     | 28 | 16 | 4  | 8  | 44 | 21 | 52   |
| 2003/04 | 2    | Лига II (Серия III) | 4     | 30 | 15 | 8  | 7  | 42 | 23 | 53   |
| 2004/05 | 2    | Лига II (Серия III) | 2     | 28 | 20 | 5  | 3  | 48 | 19 | 65   |
| 2005/06 | 2    | Лига II (Серия III) | 4     | 28 | 15 | 6  | 7  | 38 | 21 | 51   |
| 2006/07 | 2    | Лига II (Серия II)  | 6     | 34 | 15 | 6  | 13 | 54 | 37 | 51   |
| 2007/08 | 2    | Лига II (Серия II)  | 2     | 34 | 24 | 1  | 9  | 77 | 43 | 73   |
| 2008/09 | 1    | Лига I              | 15    | 34 | 10 | 6  | 18 | 36 | 51 | 36   |
| 2009/10 | 1    | Лига I              | 10    | 34 | 9  | 15 | 10 | 33 | 37 | 42   |
| 2010/11 | 1    | Лига I              | 7     | 34 | 14 | 13 | 7  | 41 | 32 | 55   |
| 2011/12 | 1    | Лига I              | 13    | 34 | 11 | 8  | 15 | 39 | 54 | 41   |
| 2012/13 | 1    | Лига I              | 10    | 34 | 12 | 10 | 12 | 42 | 46 | 46   |
| 2013/14 | 1    | Лига I              | 13    | 34 | 10 | 9  | 15 | 32 | 38 | 39   |
| 2014/15 | 1    | Лига I              | 13    | 34 | 8  | 15 | 11 | 29 | 34 | 39   |
| 2015/16 | 2    | Лига II (Серия II)  | 1     | 26 | 16 | 5  | 5  | 37 | 18 | 53   |
| 2015/16 | 2    | Лига II (Серия II)  | 1     | 10 | 6  | 2  | 2  | 17 | 9  | 41   |
| 2016/17 | 1    | Лига I              | 8     | 26 | 10 | 9  | 7  | 36 | 27 | 39   |
| 2016/17 | 1    | Лига I              | 8     | 14 | 4  | 7  | 3  | 17 | 11 | 39   |
| 2017/18 | 1    | Лига I              | 10    | 26 | 2  | 10 | 14 | 14 | 39 | 16   |
| 2017/18 | 1    | Лига I              | 10    | 14 | 6  | 4  | 4  | 18 | 15 | 30   |
| 2018/19 | 1    | Лига I              | 7     | 26 | 7  | 10 | 9  | 25 | 32 | 31   |
| 2018/19 | 1    | Лига I              | 7     | 14 | 10 | 2  | 2  | 25 | 9  | 48   |
| 2019/20 | 1    | Лига I              | 6     | 26 | 12 | 7  | 7  | 34 | 30 | 43   |
| 2019/20 | 1    | Лига I              | 6     | 10 | 0  | 3  | 7  | 5  | 19 | 25   |
| 2020/21 | 1    | Лига I              | 9     | 30 | 9  | 6  | 15 | 33 | 41 | 33   |
| 2020/21 | 1    | Лига I              | 9     | 9  | 4  | 3  | 2  | 15 | 10 | 32   |
| 2021/22 | 1    | Лига I              | 16    | 30 | 6  | 6  | 18 | 21 | 46 | 2    |
| 2021/22 | 1    | Лига I              | 16    | 9  | 1  | 0  | 8  | 6  | 31 | –38  |

- ↑  1: С команды было снято 22 очка из-за финансовых проблем
- ↑  2: С команды было снято 42 очка из-за финансовых проблем